# Дехерт, Хуго
Хуго Дехерт (нем. Hugo Dechert; 16 сентября 1860 года, Почаппель, ныне в составе Фрайталя — 7 ноября 1923 года, Берлин) — немецкий виолончелист.

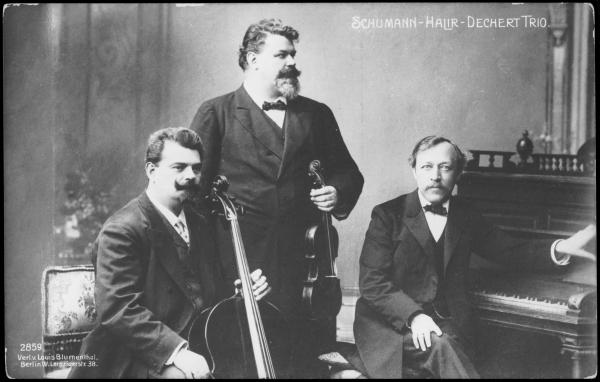
Хуго Дехерт, Карл Халир и Георг Шуман

## Биография
Начал заниматься музыкой под руководством своего отца, скрипача Феодора Августа Фердинанда Дехерта (ум. 1884). Затем учился в Дрездене у Генриха Тица, концертировал по Саксонии и Силезии, играл в оркестре в Варшаве. В 1878—1880 гг. учился в Берлинской Высшей школе музыки у Роберта Хаусмана и Вильгельма Мюллера.
С 1894 г. солист Берлинской придворной капеллы, Дехерт был также известен как ансамблист. В 1883—1884 гг. он играл в квартете Иосифа Котека, затем постоянные партнёрские отношения связывали Дехерта с Карлом Халиром: он выступал в составе струнного квартета под руководством Халира, часто составлял с ним фортепианное трио — вместе с пианистом Эрнстом Едличкой (этот состав, в частности, исполнил берлинскую премьеру трио № 2 Ханса Пфицнера), затем с Георгом Шуманом; после смерти Халира партию скрипки в трио исполнял Вилли Хесс.
Вместе с Андреасом Мозером подготовил известное издание струнных квартетов Йозефа Гайдна («30 знаменитых квартетов», нем. 30 berühmte Quartette, 1918). Кроме того, опубликовал четыре выпуска виолончельных обработок фрагментов из опер Рихарда Штрауса.
Сыновья Дехерта Фриц Дехерт (1894—?) и Карл Дехерт (1906—?) также стали виолончелистами, окончили Консерваторию Штерна и были заметными ансамблистами в Германии 1920-х гг.
Учеником Дехерта был Вальтер Шульц.